# Franz Karmasin
Franz Karmasin (Olmütz, 1901. szeptember 2. – Wörthsee, 1970. június 25.) szlovákiai német politikus a második világháború végéig, a szlovákiai Deutsche Partei és a Freiwillige Schutzstaffel (FS) vezetője, Deutsche Stimmen hetilap és a Grenzbote napilap kiadója, valamint Konrad Henlein munkatársa.

## Élete
1930-ban a Kamaradschaftsbund, Bund für gesamtgesellschaftliche Bildung egyesület egyik alapító tagja. 1937-ben bekerült a Kárpátnémet Párt vezetőségébe. 1938-ban a szlovákiai Deutsche Partei engedélyezése után a kisebbségi Német titkárság vezetője lett. A párt a német birodalom érdekeit szolgálta ki. A Szlovák Nemzeti Felkelés kitörése után létrehozta a Heimatschutz alakulatot, annak elfojtására.
1945 áprilisában Ausztriába menekült. 1947-ben távollétében háborús bűnök miatt halálra itélték, de kiadatása Csehszlovákiának nem történt meg. 1949-ben Németországban telepedett le és politikailag aktív maradt.